# Courmayeur Noir in Festival
Das Courmayeur Noir in Festival ist ein Film- und Literaturfestival.
Das Noir in Festival fand von 1991 bis 2015 in Courmayeur im Aostatal statt. Seitdem findet das Festival unter dem Titel Noir in Festival in Como und Mailand statt. Im Mittelpunkt des Festivals stehen Fernsehserien, Filme und Romane, die dem Film noir zugerechnet werden.
Das Courmayeur Noir in Festival gehört zu den FIAPF akkreditierten Filmfestivals und findet im Dezember statt.